# Santa Maria in Corte Cremona
Santa Maria in Corte Cremona è una chiesa di Pavia, in Lombardia.

## Storia e descrizione
Il nome della chiesa deriva dal fatto che nelle sue vicinanze sorgeva il palazzo (corte) dove il vescovo di Cremona alloggiava quando, nell’alto medioevo, giungeva a Pavia in occasione di placiti, incoronazioni e degli eventi che si svolgevano in città. Infatti, nei secoli in cui Pavia fu capitale del regno d’Italia (come forse già in età longobarda), i principali signori, vescovi e monasteri del regno avevano sedi stabili di rappresentanza in città. La chiesa è documentata almeno dal 1232 e nell’estimo del 1250 è menzionata tra le parrocchie di porta Damiani. La parrocchia è ricordata nelle visite pastorali del 1460 e del 1576, dalla quale sappiamo che in quella data le “anime da comunione” della parrocchia erano 130. Nel 1769 era ufficiata da ben 10 sacerdoti e da un chierico. Nel 1788, con il riordino della parrocchie urbane imposta dall’imperatore Giuseppe II, la parrocchia venne soppressa e unita a quella di San Michele. Destinata a vari usi nell’Ottocento, nel 1924 fu riaperta al culto. Dell’edificio romanico si conservano molti elementi, sia lungo la navata centrale (archetti pensili di coronamento, piloni cilindrici dotati di capitelli cubici) sia nel prospetto su via Alboino, dove si trova la base del campanile duecentesco. La navata di sinistra fu demolita, mentre quella di destra subì (tra Otto e Novecento) pesanti interventi: metà di essa fu trasformata in sacrestia, e la restante parte fu privata del tetto e ridotta a cortile. L’interno, coperto da volte a botte lungo la navata centrale e a vela nel presbiterio, conserva affreschi del XV secolo, in gran parte coperti dall’intonaco.